# جبل عجابي (القفر)

تعديل مصدري - تعديل

جبل عجابي هي إحدى قرى عزلة بني مهدى بمديرية القفر التابعة لمحافظة إب، بلغ تعداد سكانها 39 نسمة حسب تعداد اليمن لعام 2004.